# Stara Recika, Tărgoviște
Stara Recika (în bulgară Стара Речка) este un sat în comuna Antonovo, regiunea Tărgoviște,  Bulgaria. 

## Demografie
Componența etnică a satului Stara Recika
     Turci (26,66%)
     Nicio identificare (73,33%)
     Altele (0%)
La recensământul din 2011, populația satului Stara Recika era de 15 locuitori. Nu există o etnie majoritară, locuitorii fiind  și turci (26,66%). Pentru 73,33% din locuitori nu este cunoscută apartenența etnică.